# حذر
حذر  وردت كلمة حذر ومشتقاتها في القرآن قرابة اثنتين وعشرين مرة، وهي من المفردات التي يكثر تداولها في أدبيات كتب التفسير والتاريخ والسير ونحوها،وهذا يدل على أهمية الحذر في حياة المسلم وضرورته . ومما ورد في كتاب الله - عز وجل - :قوله تعالى : ﴿  خُذُوا حِذْرَكُمْ ﴾. 
قال القرطبي : ( أي : كونوا متيقظين ، وضعتم السلاح أو لم تضعوه . وهذا يدل على تأكيد التأهُّب والحذر من العدو في كل الأحوال وترك الاستسلام ؛ فإن الجيش ما جاءه مصابٌ قط إلا من تفريطٍ في حذر )

## تعريف
يمكن تعريف الحذر :

### لغة
الحِذْرُ والحَذَرُ : تأتي في اللغة على معان ، منها : 
- الخِيفَةُ أو الخوف: كما قال تعالى :﴿سَاجِدًا وَقَائِمًا يَحْذَرُ الآخرة وَيَرْجُو رَحْمَةَرَبِّهِ ﴾،أي : يخاف عذاب النار وأهوال الآخر.[2]
- التأهب والاستعداد : قال تعالى : ﴿وَإِنَّا لَجَمِيعٌ حَاذِرُونَ ﴾،أي : متأهبون مستعدون ( أي : بالسلاح والجنود ونحو ذلك ) .
- الاحتراز والتيقظ : قال الزجاج : الحَذِرُ : المتيقظ[3]

### اصطلاحاً
هو احتراز المسلم من كل شيء يخافه على نفسه أو على مجتمعه ، والاستعداد والتيقظ له .

## مشروعية الحذر
وقد شرع الحذر لحكم عظيمة منها :حماية الدين وأتباعه من كيد الأعداء، واتِّقاء شر المتربصين والمتجسسين والخائنين . قال الرازي في تفسيره في قوله تعالى : ﴿خُذُوا حِذْرَكُمْ ﴾ ،( والآية دلت على وجوب الحذر من العدو في الحرب ، فيدل ذلك على وجوب الحذر من جميع المضار المحتملة) ،وكذلك في قوله تعالى :﴿يَا أَيُّهَا الَّذِينَ آمَنُوا خُذُوا حِذْرَكُمْ ﴾ قال ابن كثير : (( يأمر الله تعالى عباده المؤمنين بأخذ الحذر من عدوّهم ،وهذا يستلزم التأهب لهم بإعداد الأسلحة والعُدَد ، وتكثير العَدد بالنفير فيسبيل الله )).وفي السنّة ،حذّر الرسول  من شرور كثيرة ، وأمر بالحذر منها ، ومن ذلك : تحذيره للأمة من ذرائع الشرك ، فقال  : (( لعنةُ الله على اليهود والنصارى اتخذوا قبور أنبيائهم مساجد )).يحذر مما صنعوا.

## أركان الحذر
لكي تكون صفة الحذر فاعلة مفيدة لا بد من توافر ثلاثة أركان هي : 

### العلم بالمحذور
الشر لا يمكن دفعه إلا بمعرفته ومعرفة أهله ، ومن هنا كان لا بد من معرفة أهل الشر ، والوقوف على مخططاتهم ؛ لكي نحذرها ، ونحذِّر منها ، كما قال - عز وجل - : ﴿ وَكَذَلِكَ نُفَصِّلُ الآَيَاتِ وَلِتَسْتَبِينَ سَبِيلُ الْمُجْرِمِينَ﴾. وكما قيل :

### الاستعداد
إن ثمرة العلم العمل ، وثمرة العلم بالمحذور السعي في أخذ الأُهبة والاستعداد له بجميع الوسائل المشروعة والاحتياطات المتاحة ؛ لاتقاء شرِّه ، والتخلص من خطره 
قال محمد مصطفى المراغي في قولـه تعــالى :﴿يَا أَيُّهَا الَّذِينَ آمَنُوا خُذُواحِذْرَكُمْ﴾ ،( أي : احترسوا واستعدوا لاتقاء شر العدوّ ، بأن تعرفوا حاله ومبلغ استعداده وقوته)

### التيقظ له والتحرز منه
مع العلم والعمل الجاد في الاستعداد للمحذور،لا بد من الرصد والتيقظ له والتحرز منه ؛ حتى لا يهجم على حين غِرة . وانظر كيف دفع الله - عز وجل - بيقظة ذلك الرجل لتحركات الملأ من آل فرعون - الأذى عن موسى - عليه السلام - . قال الله تعالى :﴿ وَجَاءَ رَجُلٌ مِّنْ أَقْصَى الْمَدِينَةِ يَسْعَى قَالَ يَا مُوسَى إِنَّ الْمَلأَ يَأْتَمِرُونَ بِكَ لِيَقْتُلُوكَ فَاخْرُجْ إِنِّي لَكَ مِنَ النَّاصِحِينَ﴾  ، فما كان لهذا الرجل أن يعرف مخططات الملأ إلا من خلال رصده لهم ، وتيقظه لتحركاتهم ولقاءاتهم ؛ فكانت ثمرةُ ذلك نجاة موسى - عليه السلام - من كيدهم .

## صور من الحذر
- الحذر من معصية الله .
- الحذر من خداع النفس .
- الحذر من زلات اللسان .
- الحذر من المنافقين ونحوهم .
- الحذر من الشبهات .
- الحذر من الشيطان ومداخله .
- الحذر من أصحاب البدع والشهوات .
- الحذر من الفتنة بالزوجة والولد.

## مواضيع ذات صلة
- إحسان (إسلام)
- نفاق (إسلام)
- العمل الصالح